# Brachystelma nanum
Brachystelma nanum är en oleanderväxtart som först beskrevs av Rudolf Schlechter, och fick sitt nu gällande namn av Nicholas Edward Brown. Brachystelma nanum ingår i släktet Brachystelma och familjen oleanderväxter. Inga underarter finns listade i Catalogue of Life.